# Rada de la República Popular Bielorrusa
La Rada de la República Popular Bielorrusa (en bielorruso: Рада Беларускай Народнай Рэспублікі), abreviado como Rada RPB (en bielorruso: Рада БНР), es el consejo de gobierno de la desaparecida República Popular Bielorrusa. Desde 1919 el Consejo RPB está en el exilio en el que se ha convertido en una de las organizaciones políticas más influyentes de la diáspora bielorrusa. A partir de 2013, la Rada RPB es el gobierno en el exilio más antiguo existente.

## Formación
El Consejo RPB se estableció inicialmente como el órgano ejecutivo del Primer Congreso Panbielorruso, celebrado en Minsk en diciembre de 1917 con más de 1800 participantes de diferentes regiones de Bielorrusia, incluidos los representantes de las organizaciones nacionales de Bielorrusia, regionales de zemstvo, principales denominaciones cristianas y partidos políticos judíos bielorrusos. El trabajo del Congreso fue interrumpido violentamente por los bolcheviques.[cita requerida]
Después de retirada de los bolcheviques de Minsk, la Rada se declaró poder supremo en Bielorrusia. Después de los bolcheviques y los alemanes habían firmado el Tratado de Brest-Litovsk. El Consejo declaró la independencia de Bielorrusia con el nombre de República Popular Bielorrusa.
El 25 de marzo de 1918, el Consejo RPB tenía 77 miembros, entre ellos:
- 36 elegidos en el Congreso Panbielorrusia
- 6 representantes de la comunidad bielorrusa de Vilna
- 15 representantes de las minorías étnicas (rusos, polacos, judíos)
- 10 representantes de las autoridades locales
- 10 representantes de las principales ciudades

Alemania no dio reconocimiento oficial a Bielorrusia y obstaculizó las actividades de las instituciones de la República Popular Bielorrusa. Sin embargo, el Consejo logró empezar a organizar sus órganos de gobierno en diferentes partes del país, así como trabajar en el establecimiento de un ejército bielorruso nacional y un sistema nacional de educación.
La Rada estableció contactos diplomáticos oficiales con varios Estados, entre ellos Finlandia, la República Popular Ucraniana, Checoslovaquia, los países bálticos, Turquía y otros.
Con la llegada de los ejércitos bolcheviques a Minsk la Rada se vio obligada a trasladarse a Vilna, luego a Grodno y, finalmente, a la coordinación con la República de Lituania, a Kaunas.

## En el exilio

### 1919-1947
En abril de 1919, el ejército polaco se apoderó de Grodno y Vilna. Józef Piłsudski emitió la Proclamación a los habitantes del antiguo Gran Ducado de Lituania, que indica que el nuevo gobierno polaco les concedería la autonomía cultural y política. El anuncio fue bien recibido por los dirigentes de Bielorrusia, sobre todo teniendo en cuenta los planes soviéticos para la sovietización de Bielorrusia. Sin embargo, en las negociaciones posteriores con los dirigentes bielorrusos Pilsudski propone limitar las funciones del gobierno bielorruso a las cuestiones culturales puramente, que fue rechazada por el primer ministro bielorruso Anton Luckievic. El gobierno de Bielorrusia logró incluir una declaración de los derechos de las minorías en Polonia en las resoluciones de la Conferencia de Paz de París.
El gobierno de la República Popular Bielorrusa protestó por la movilización militar polaca en el área de Vilna, las elecciones polacas se llevan a cabo allí, y se produce la anexión de la zona de Augustów a Polonia. También hizo un llamamiento a la Liga de las Naciones, Gran Bretaña, Francia, los EE. UU. y otros países a reconocer la independencia de Bielorrusia.
A finales de 1920, el gobierno de Bielorrusia comenzó las negociaciones de nuevo con los bolcheviques en Moscú y trató de persuadirlos de que reconocieran la independencia de Bielorrusia y de que liberaran a los presos políticos bielorrusos detenidos en las cárceles soviéticas. Las negociaciones no tuvieron éxito.
El 11 de noviembre de 1920, la República Popular Bielorrusa firmó un tratado de asociación con la República de Lituania para colaborar en la liberación de Bielorrusia y las tierras lituanas de la ocupación polaca.
Después del establecimiento de la República Socialista Soviética de Bielorrusia, como parte de la Unión Soviética varios miembros del Consejo RPB decidieron regresar a Bielorrusia en 1925 e incorporarse al gobierno. Oficialmente, el Consejo RPB nunca ha reconocido a la República de Bielorrusia soviética. La mayoría de los miembros del Consejo que volvió a Bielorrusia, incluyendo el ex primer ministro Vaclau Lastouski, fueron más tarde asesinados en el terror soviético en Bielorrusia en 1930.
Desde el comienzo de la Segunda Guerra Mundial y la ocupación alemana de Checoslovaquia, la Rada cooperó con los nazis con la esperanza de establecer su propio gobierno. El 28 de junio de 1941, el presidente de la República Popular Bielorrusa en el exilio, Vasil Zacharka, telegrafió a Hitler diciéndole que le deseaba una «victoria rápida y decisiva sobre el régimen judeobolchevique en todos los frentes». Cuando se hizo evidente que los alemanes no estaban preparados para crear un gobierno bielorruso, y los bielorrusos obtuvieron el lugar de ejecutores de las órdenes de la dirección alemana, Vasil Zacharka dejó de cooperar con los alemanes y comenzó a criticarlos duramente en sus artículos. La Rada se negó a reconocer al régimen títere de la Bielorrusia ocupada por los alemanes, la Rada Central Bielorrusa. Al mismo tiempo, los miembros de la Rada, concretamente Vasil Zacharka y Larysa Hienijuš, emitieron un documento a la familia judía Wolfsohn, haciéndoles pasar por bielorrusos ortodoxos, aunque sabían que eran judíos. Gracias a ello, la familia Wolfsohn pudo sobrevivir a la Segunda Guerra Mundial.

### Después de la Segunda Guerra Mundial
El avance del Ejército Rojo en 1945 obligó al Consejo RPB a trasladarse a la parte occidental de Alemania, ocupada por las tropas británicas y estadounidenses.
En febrero de 1948, el Consejo aprobó un manifiesto especial, mediante el cual declaró su regreso a la actividad. En abril de 1948, la Rada, junto con representantes de los refugiados de la posguerra de Bielorrusia, realizaron una conferencia que se celebró en Osterhofen, Baviera.
Las actividades principales de la Rada RPB en Occidente eran grupos de presión y contactos con los gobiernos occidentales para asegurar el reconocimiento de Bielorrusia como un país independiente. Junto con otras organizaciones antisoviéticos en Occidente, incluyendo a los gobiernos en el exilio de Ucrania y los países bálticos, la Rada protestó contra violaciones de derechos humanos en la Unión Soviética.[cita requerida]
En la década de 1950 el Consejo RPB permitió la creación de la edición bielorrusa de Radio Europa Libre. Los miembros del Consejo organizaron el apoyo a Bielorrusia tras el accidente de Chernóbil en 1986.

### Después de la disolución de la URSS

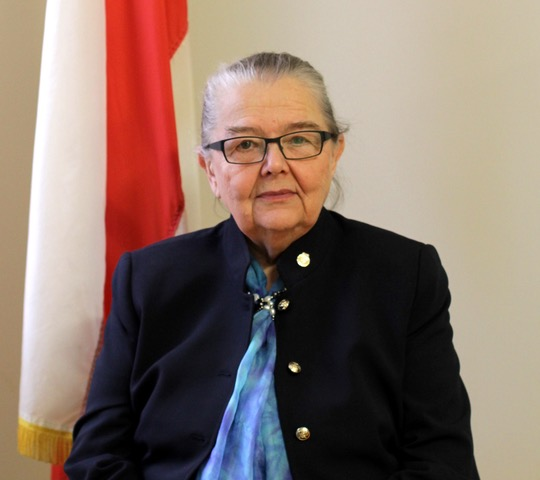
Ivonka Survilla, presidenta de la Rada RPB desde el 30 de agosto de 1997

Después de la disolución de la Unión Soviética en 1991, los gobiernos en el exilio similares de los países vecinos (Lituania, Polonia y otros) devolvieron sus mandatos a los gobiernos independientes correspondientes.
Tras la declaración de independencia de la República de Bielorrusia en 1990, el interés por la historia de la República Popular Bielorrusa ha aumentado en la sociedad bielorrusa. El Frente Popular Bielorruso, que era el principal properestroika partido de la oposición anticomunista, tiene en muchos aspectos un llamamiento a la restauración de un país independiente como la República Popular Bielorrusa desde finales de 1980. En 1991, el Parlamento de Bielorrusia adoptó los símbolos estatales de la República Popular Bielorrusa, la Pahonia y la bandera blanca-roja-blanca, como símbolos estatales de la República de Bielorrusia.
En 1993, el gobierno de la República de Bielorrusia llevó a cabo celebraciones oficiales por el 75 º aniversario de la República Popular Bielorrusa en Minsk. Los miembros del Consejo RPB participaron en las celebraciones junto con los principales líderes políticos de la República de Bielorrusia. Se dijo entonces que el Consejo estaba dispuesto a entregar su mandato a un parlamento democráticamente elegido de Bielorrusia - sin embargo, no al Parlamento de Bielorrusia de la época, que había sido elegido bajo el dominio soviético.
Sin embargo, estos planes fueron cancelados después que el presidente Aleksandr Lukashenko, elegido en 1994, estableció un régimen autoritario acompañado de un retorno a la política soviética en cuanto a la lengua y la cultura bielorrusa.
Hoy en día el Consejo RPB intenta promover la democracia y la independencia de Bielorrusia con los contactos y grupos de presión en los países en los que tiene sus representantes: Estados Unidos, Canadá, Gran Bretaña, Estonia y otros. El presidente del Consejo celebra periódicamente reuniones con los responsables políticos occidentales y hace declaraciones oficiales que critican las violaciones de derechos humanos y la continuación de la prosovietización de Bielorrusia con apoyo constante de Moscú. El Consejo se convirtió en un centro de consolidación de varios políticos de la oposición bielorrusos exiliados.
Desde finales del 25 de marzo de 1980, el Día de la Independencia de la República Popular Bielorrusa, es ampliamente celebrado por la oposición democrática nacional bielorrusa como Día de la Libertad. Por lo general se acompaña de manifestaciones de la oposición de masas en Minsk y por la celebración de eventos de las organizaciones de la diáspora bielorrusas que apoyan al gobierno de Bielorrusia en el exilio.
En junio de 2023, la Agencia de Seguridad del Estado de la República de Bielorrusia declaró a la Rada una formación extremista.

## Estructura y funciones
Inicialmente la Rada fue concebida como un parlamento provisional que ejercería sus funciones hasta que se celebrara la convención constitucional de Bielorrusia. La Rada RPB formó un gobierno compuesto por sus miembros.
Desde 2017, la Rada se considera portadora de un mandato simbólico y garante de la independencia de Bielorrusia. El objetivo de la Rada es transferir su mandato a un Parlamento de Bielorrusia elegido democráticamente, con la condición de que no exista ninguna amenaza a la independencia de Bielorrusia.
La Rada está dirigida por el presidente de la Rada RPB (Старшыня Рады БНР) y un Presidium (Consejo Ejecutivo) formado por 14 miembros.
La Rada incluye varias "Secretarías" como grupos de trabajo o secretarios individuales responsables de áreas específicas, entre ellas:
- Secretaría de Asuntos Exteriores
- Secretaría de Asuntos Internos
- Secretaría de Información
- Secretaría de Educación

La actividad de la Rada de la República Popular de Bielorrusia está regulada por la Constitución Provisional de la República Popular de Bielorrusia y el Estatuto de la Rada de la República Popular de Bielorrusia.

## Presidentes

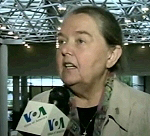
Ivonka Survila entrevistada por Voz de América, 06.09.2006

Presidentes de la Rada de la República Popular:
- Jan Sierada (1918)
- Jazep Lyosik (1918-1919)
- Piotra Krečeŭski (1919-1928)
- Vasil Zacharka (1928-1943)
- Mikoła Abramčyk (1944-1970)
- Vincent Žuk-Hryškievič (1970-1982)
- Jazep Sažyč (1982-1997)
- Ivonka Survila (1997-presente)

## Presidium
El actual presidium (abril de 2024) está formado por:
- Ivonka Survila – Presidenta
- Siarhiej Navumčyk, exmiembro del Soviet Supremo de Bielorrusia y del Frente Popular Bielorruso – 1er vicepresidente
- Viačasłau Stankievič, Asociación Bielorruso-Americana
- Mikoła Pačkajeŭ, Asociación de Bielorrusos en Gran Bretaña, ex activista destacado del Frente Popular Bielorruso y del Frente de la Enfermedad – Vicepresidente
- Palina Prysmakova, miembro de la Junta Directiva del Instituto Bielorruso de América y de la Fundación Krecheuski, profesora adjunta de la Escuela de Administración Pública de la Universidad Atlántica de Florida – Secretaria
- Valer Dvornik – Tesorero
- Ała Orsa Romano, presidenta de la Fundación Orsa Romano[15] – Secretaria de Educación
- Valancina Tryhubovič, Asociación Bielorruso-Americana – Archivista
- Alaksandar Starykievič
- Alaksandar Kot
- Pavał Šaŭcoŭ, Asociación de Bielorrusos en Gran Bretaña
- Uladzislau Yandzyuk